# یوری کوزین
یوری کوزین (روسی: Юрий Евгеньевич Козин؛ زادهٔ ۲۰ سپتامبر ۱۹۴۸) وزنه‌بردار اهل روسیه بود.
وی در مسابقات کشوری و بین‌المللی در مجموع برندهٔ ۱ مدال طلا شده‌است.